# Borejci
Borejci – wieś w Słowenii, w gminie Tišina. W 2018 roku liczyła 226 mieszkańców.